# Pernille Weiss
Pernille Weiss, född 12 mars 1968 i Middelfart, är en dansk politiker för Det Konservative Folkeparti. Hon har suttit i Europaparlamentet sedan 2019.

## Biografi
Innan Weiss började sin politiska karriär utbildade hon sig till sjuksköterska och var chef på en allmän läkarmottagning.
Pernille Weiss valdes in i Europaparlamentet efter Europaparlamentsvalet 2019. Numera är hon vice ordförande för delegationen för förbindelserna med Folkrepubliken Kina. Hon är även ledamot i utskottet för miljö, folkhälsa och livsmedelssäkerhet, utskottet för industrifrågor, forskning och energi, delegationen till den gemensamma parlamentariska församlingen Osaks–EU och i delegationen till den parlamentariska församlingen Afrika–EU. Hon är suppleant i utskottet för kvinnors rättigheter och jämställdhet, underutskottet för folkhälsa, delegationen för förbindelserna med Maghrebländerna och Arabiska Maghrebunionen, inklusive de gemensamma parlamentarikerkommittéerna EU–Marocko, EU–Tunisien och EU–Algeriet samt i  Delegationen till den parlamentariska församlingen för unionen för Medelhavsområdet.
Pernille Weiss kommer dock inte ställa upp som kandidat i Europaparlamentsvalet 2024, eftersom hon inte är tillåten att göra det av sitt parti efter att människor som tidigare jobbat med Weiss sagt i intervjuer att hon bland annat tidigare hotat sina medarbetare. Talesperson för Det Konservative Folkeparti, Filip Lauritzen, sade att Weiss blivit informerad om beslutet i maj 2023.